# Frirenia tenella
Frirenia tenella är en tvåvingeart som beskrevs av Jean-Jacques Kieffer 1894. Frirenia tenella ingår i släktet Frirenia och familjen gallmyggor.
Artens utbredningsområde är Frankrike. Inga underarter finns listade i Catalogue of Life.